# Iothia
Iothia is een geslacht van weekdieren uit de klasse van de Gastropoda (slakken).

## Soorten
- Iothia emarginuloides (Philippi, 1868)
- Iothia fulva (O. F. Müller, 1776)
- Iothia lindbergi McLean, 1985
- Iothia megalodon Warén, Nakano & Sellanes, 2011
- Iothia radiata (Sars G. O., 1878)